# Аборты в Буркина-Фасо
Аборт в Буркина-Фасо является законным только в том случае, если аборт спасёт жизнь женщины, беременность серьёзно угрожает физическому или психическому здоровью женщины, ребёнок потенциально родится с неизлечимым заболеванием или в случаях, когда беременность является результатом изнасилования или инцеста, если это доказано государственным обвинителем. Даже эти аборты ограничиваются первыми десятью неделями беременности.
В Буркина-Фасо любой аборт, выполненный при других условиях, подвергает лицо, выполняющее эту процедуру, тюремному заключению на срок от одного до пяти лет и наложению штрафа в размере от 300 000 до 1 500 000 франков КФА. 

## Влияние законов об ограничении абортов
В начале 1990-х годов по меньшей мере 5% женщин, поступивших в медицинские учреждения по проблемам материнского здоровья, имели опасные для жизни осложнения в результате небезопасных абортов, и 70% этих женщин были в возрасте от 16 до 24 лет. За тот же период 35% женщин, обратившихся за медицинской помощью по поводу бесплодия, ранее делали незаконный аборт.